# Empidideicus mariouti
Empidideicus mariouti är en tvåvingeart som beskrevs av Efflatoun 1945. Empidideicus mariouti ingår i släktet Empidideicus och familjen svävflugor.
Artens utbredningsområde är Egypten. Inga underarter finns listade i Catalogue of Life.